# Солуко (Бриндизи)
Солуко (итал. Soluco) је насеље у Италији у округу Бриндизи, региону Апулија.
Према процени из 2011. у насељу је живело 23 становника. Насеље се налази на надморској висини од 341 м.